# Kusura, Sandıklı
Kusura là một thị trấn thuộc huyện Sandıklı, tỉnh Afyonkarahisar, Thổ Nhĩ Kỳ. Dân số thời điểm năm 2011 là 1.219 người.